# Henrietta Crosman
Henrietta Crosman (ur. 2 września 1861, zm. 31 października 1944) – amerykańska aktorka filmowa.

## Filmografia
- 1930: Królewska rodzina Broadwayu
- 1935: Czarny anioł